# Colias pelidne
Colias pelidne é uma borboleta da família Pieridae encontrada na América do Norte. A sua área de habitat inclui British Columbia e todo o Canadá tão a leste até Newfoundland e tão a sul até Idaho, Montana e Wyoming.
O período de voo é a partir do final de junho até ao início de agosto.
As larvas alimentam-se de Vaccinium e Gaultheria humifusa.

## Subespécies
Listadas em ordem alfabética.
- C. c. pelidne
- C. p. skinneri Barnes, 1897
- C. p. minisni Feijão, 1895 - aceite como uma espécie por Josef Grieshuber & Gerardo Lamas[3]